# Can Guineu (Granollers)
Can Guineu és una obra noucentista de Granollers (Vallès Oriental) inclosa a l'Inventari del Patrimoni Arquitectònic de Catalunya.

## Descripció
Habitatge entre parets mitgeres amb capcer pla i quatre cintes penjants. Consta de planta i pis, amb una façana de composició simètrica, llevat de l'accés.
Pertany a la última etapa de Raspall que, en la seva activitat d'arquitecte municipal, feu una gran quantitat de projectes de cases entre mitgeres, en els que era primordial l'organització compositiva de la façana, per la qual recollia elements decoratius típics del noucentisme, en la seva vessant d'estilització barroca i acadèmica.

## Història
Està situada al carrer Corró, que encara conserva un fort caràcter medieval
No es coneix la data de construcció, però pel seu estil, i comparant-la amb altres exemples semblants al mateix Granollers o a Cardedeu, podem datar-la a finals dels anys vint.